# K Desktop Environment 2
K Desktop Environment 2 è la seconda versione dell'ambiente desktop KDE. Il primo rilascio è stato reso disponibile il 23 ottobre 2000.

## Tabella di marcia
| Data              | Versione | Descrizione                      |
| ----------------- | -------- | -------------------------------- |
| 12 maggio 2000    | 1.90     | "Konfucious", prima beta         |
| 14 giugno 2000    | 1.91     | "Kleopatra", seconda beta        |
| 31 luglio 2000    | 1.92     | "Korner", terza beta             |
| 23 agosto 2000    | 1.93     | Quarta beta                      |
| 15 settembre 2000 | 1.94     | Quinta beta                      |
| 10 ottobre 2000   | RC       | Release candidate                |
| 2.0               |          |                                  |
| 23 ottobre 2000   | 2.0      | Prima release stabile di KDE 2   |
| 5 dicembre 2000   | 2.0.1    | Primo aggiornamento di KDE 2.0   |
| 2.1               |          |                                  |
| 26 febbraio 2001  | 2.1      | Prima sottoversione di KDE 2     |
| 27 marzo 2001     | 2.1.1    | Primo aggiornamento di KDE 2.1   |
| 30 aprile 2001    | 2.1.2    | Secondo aggiornamento di KDE 2.1 |
| 2.2               |          |                                  |
| 15 agosto 2001    | 2.2      | Seconda sottoversione di KDE 2   |
| 19 settembre 2001 | 2.2.1    | Primo aggiornamento di KDE 2.2   |
| 21 novembre 2001  | 2.2.2    | Secondo aggiornamento di KDE 2.2 |

## Galleria d'immagini

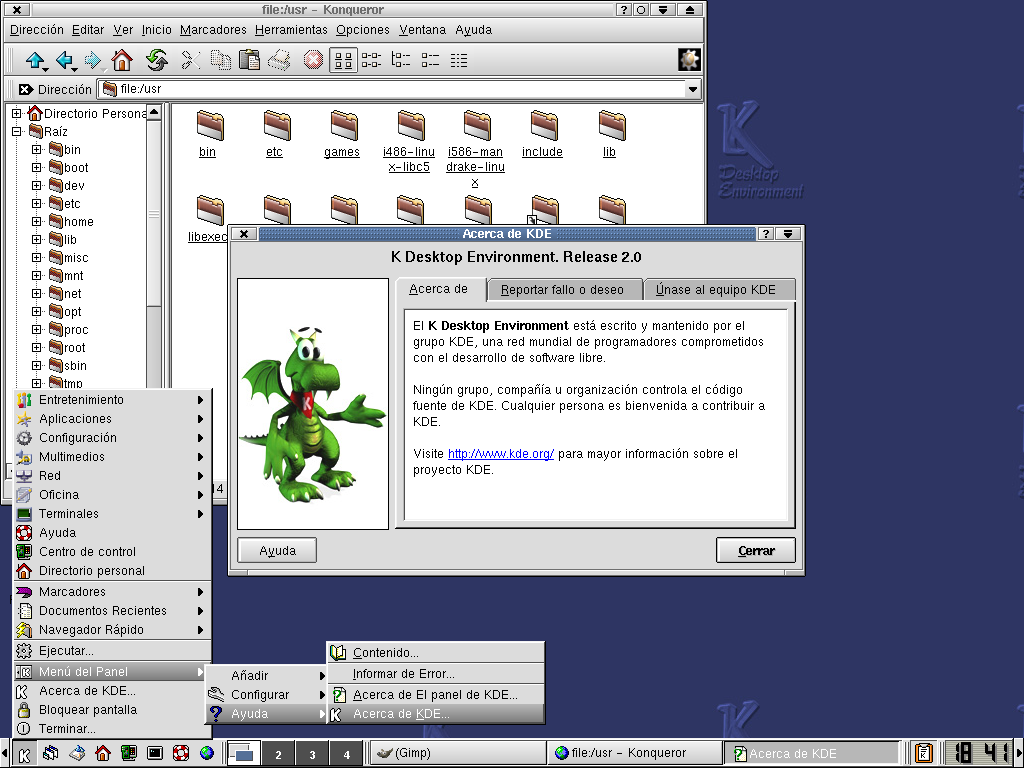
KDE 2.0
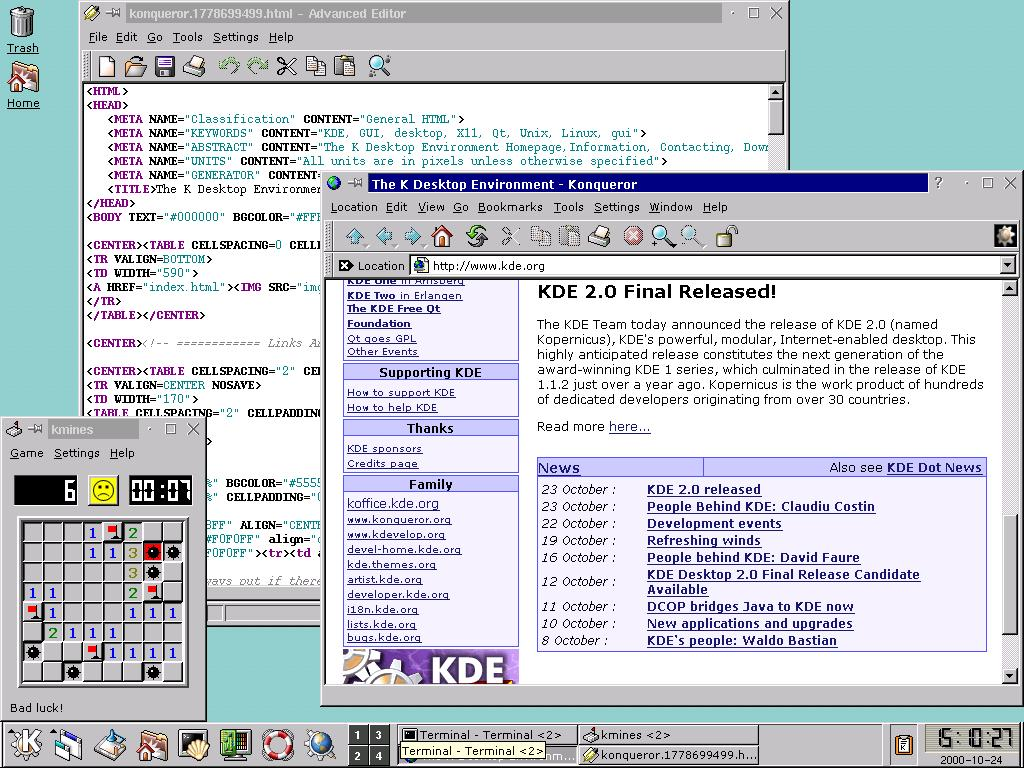
KDE 2.0 con Konqueror
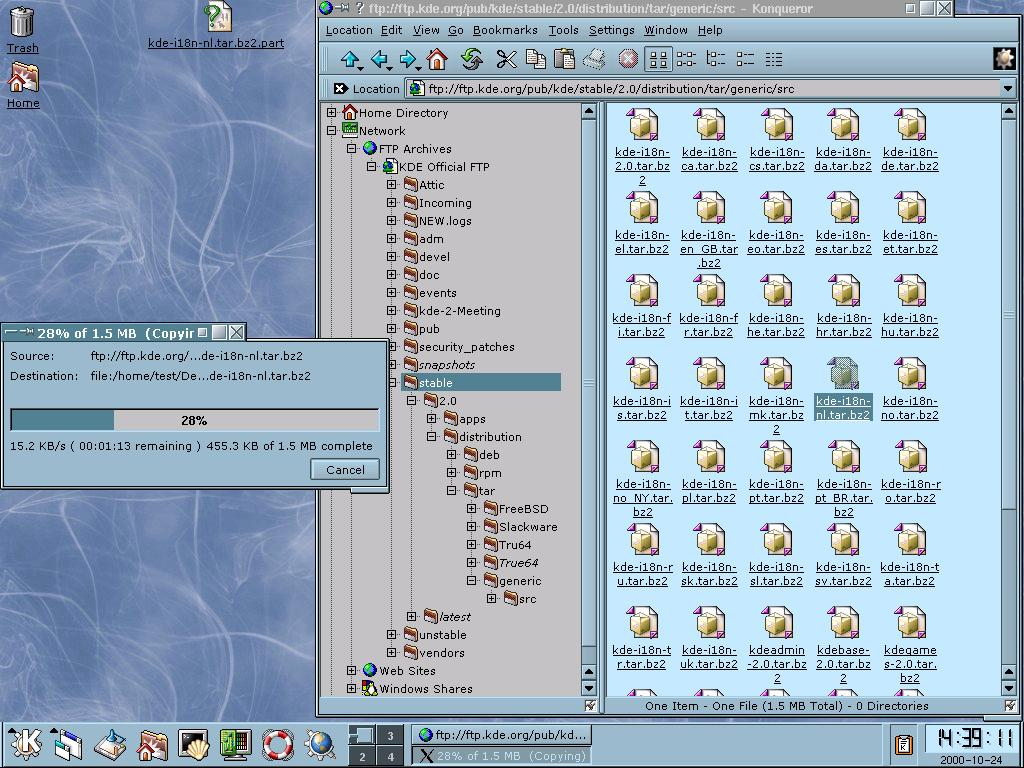
KDE 2.0
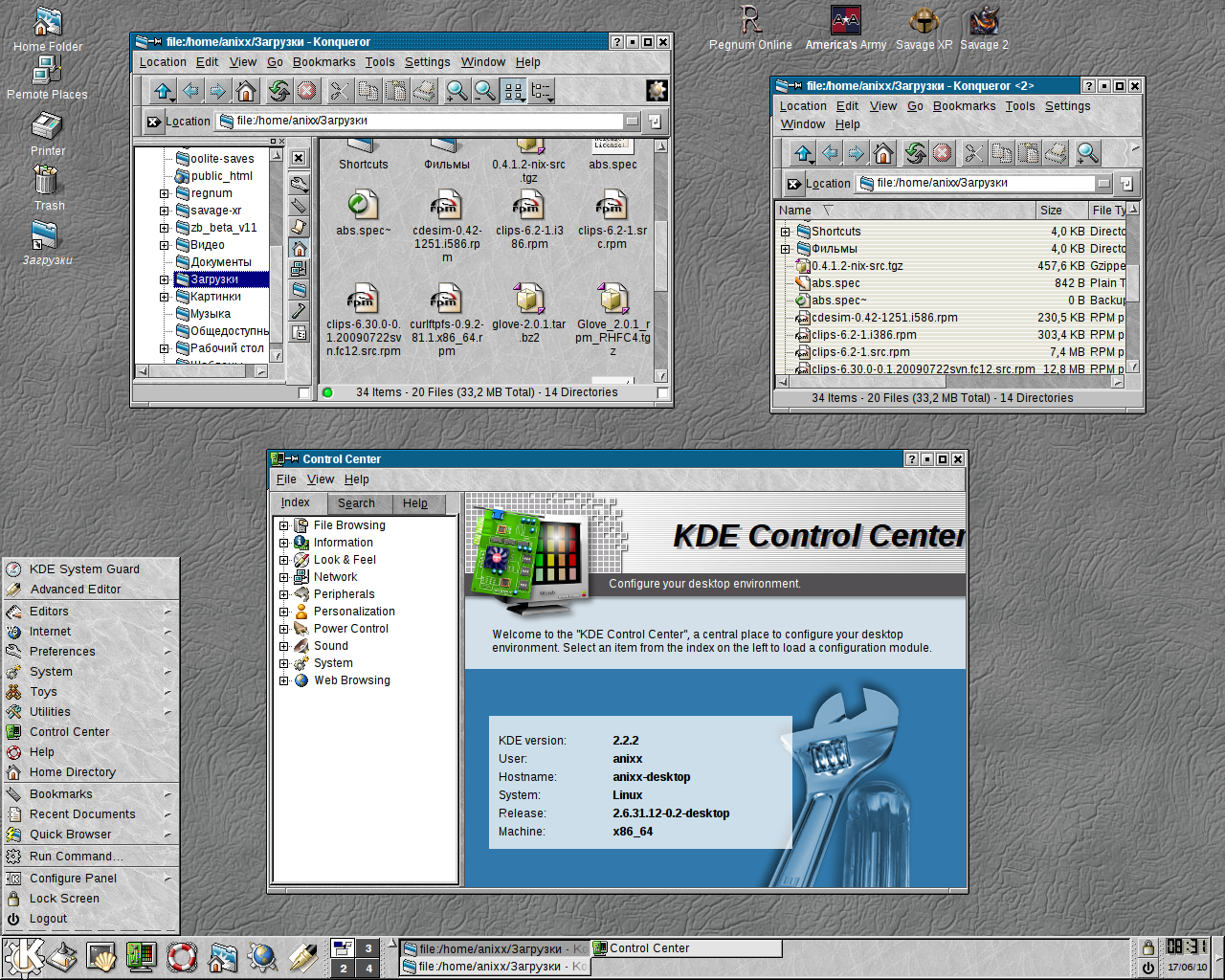
KDE 2.2.2